# KDE Connect
KDE Connect es una aplicación multiplataforma desarrollada por KDE, que facilita las comunicaciones inalámbricas y la transferencia de datos entre dispositivos a través de redes locales. KDE Connect está disponible en los repositorios de muchas distribuciones de Linux y F-droid, Google Play Store para Android . A menudo, las distribuciones incluyen KDE Connect en su variante de escritorio KDE Plasma. KDE Connect se implementa en el entorno de escritorio GNOME como GSConnect, el cual puede obtenerse en la Gnome Extension Store.

## Funcionamiento
KDE Connect utiliza varias interfaces DBus de bibliotecas independientes de la interfaz de usuario del sistema operativo específico.

## Características
- Portapapeles compartido: copie y pegue entre su teléfono y su ordenador (o cualquier otro dispositivo)
- Sincronización de notificaciones: lea y responda a sus notificaciones de Android desde el escritorio
- Comparta archivos y URL al instante de un dispositivo a otro, incluida alguna integración del sistema de archivos
- Control remoto multimedia: use su teléfono como control remoto para reproductores multimedia Linux
- Panel táctil virtual: use la pantalla de su teléfono como el panel táctil y el teclado de su computadora
- Control remoto de presentaciones: Avance las diapositivas de su presentación directamente desde su teléfono[9][10][11][12][13][14][15]

## Cifrado
KDE Connect utiliza el protocolo de cifrado Transport Layer Security (TLS) para la comunicación. Utiliza SFTP para montar dispositivos y enviar archivos.